# Авиабаза Инджирлик
Авиаба́за Инджирли́к (тур. İncirlik Hava Üssü, ИКАО: LTAG) — военная авиационная база в Турции, используемая ВВС США и ВВС Турции.
Авиабаза расположена рядом с городом Инджирлик, в 8 км от Аданы. Самая восточная база Командования ВВС США и НАТО в Европе. Командующим базы является турецкий военачальник.

## Основание и первые годы
Решение о постройке авиабазы было принято на Второй Каирской конференции в декабре 1943 года, но работы начались только после окончания второй мировой. Весной 1951 года инженерные войска начали строить базу. Вначале предполагалось, что она будет служить запасным аэродромом для средних и тяжёлых бомбардировщиков; а в декабре 1954 года было подписано соглашение о совместном использовании с турецкими ВВС. В феврале 1955 года база была официально названа «авиабаза Адана» и в ней дислоцировалась 7216-я эскадрилья, в 1958 переименована в базу Инджирлик.
Уже в первые годы стала ясна ценность базы как для разведывательных операций против Союза ССР, так и для быстрого реагирования на кризисы Ближнего Востока. Проект 119L, программа запуска метеорологических зондов ВВС США, служила прикрытием разведывательной деятельности. Программа была запущена в феврале 1956 года, и после нескольких запусков зондов американские U-2 начали полёты из Инджирлика на базы НАТО в северной Норвегии и обратно. Вдобавок, её использовали самолёты, совершавшие разведывательные полёты над акваториями Чёрного и Каспийского морей, такие как P4M-1Q Mercator и A3D-1Q Skywarrior (палубная авиация США) и Boeing B-47 Stratojet.

## Ливанский кризис
В результате Ливанского кризиса 1958 года Эйзерхауэр отдал приказ о переброске нескольких эскадрилий, состоящих из F-100, B-57, F-101, B-66 в Инджирлик. В то же время авиабаза использовалась транспортными самолётами, перебрасывавшими в Ливан пехоту. После окончания кризиса тактическое командование США располагало в Инджирлике эскадроны F-100, сменявшиеся каждые 100 дней.
В 1970 турецкая сторона разрешила Командованию ВВС США в Европе использовать район Коньи, находящейся в 240 км к северо-западу от авиабазы, для испытаний ракет класса воздух-земля. В районе базы над Средиземным морем также испытывались ракеты класса воздух-воздух.
В 1970—1980 гг. в Инджирлике располагались самолёты различных типов, например F-4 Phantom II, F-15 Eagle, F-16 Fighting Falcon, F-111 Aardvark, A-10 Thunderbolt II, и C-130 Hercules.

## Эмбарго
В 1974 году, в результате турецкого вторжения на Кипр, Конгресс США объявил Турции эмбарго на поставки оружия. В ответ в середине 1975 года правительство Турции объявило, что все базы ВВС США в Турции будут закрыты и перейдут в пользование турецкими ВВС; в соответствии с обязательствами перед НАТО продолжили действовать две из них — в Измире и Инджирлике, но лишь в объёме, который требовался договором.
После отмены эмбарго и восстановления американской военной помощи Турции в 1978 году, США возобновили военную активность в Турции, и 29 марта 1980 года был подписан «Договор о военном и экономическом сотрудничестве». После этого на авиабазе была существенно улучшена инфраструктура.

## Война в Персидском заливе
Во время операции «Буря в пустыне» из Инджирлика американские бомбардировщики вылетали в Кувейт. После войны оттуда летали в Курдистан самолёты с гуманитарной помощью.
В конце 1996 года американцы эвакуировали тысячи курдов из северного Ирака.
С 1 января 1997 года авиабаза использовалась силами, патрулировавшими воздушное пространство Ирака к северу от 36-й параллели, в соответствии с резолюцией ООН 688. Для этого на базе было расквартировано 39-е авиакрыло.
С 1994 года турецкие ВВС используют самолёты-заправщики Boeing KC-135 Stratotanker в составе 101-й эскадрильи, расквартированной в Инджирлике.

## Войны в Афганистане, Ираке и Сирии
После атаки на ВТЦ в 2001 году США начали операцию Несокрушимая свобода. Авиабаза Инджирлик использовалась для переброски и снабжения войск коалиции в Афганистане, дозаправки и особых операций. В этот период грузооборот аэродрома возрос шестикратно. Использование базы упало после оборудования баз в Узбекистане, Киргизии и Афганистане.
В августе 2003 года в Инджирлик прибыли первые KC-135 с персоналом, задействованные в Иракской войне. Позже оттуда снабжались силы союзников в послевоенном Ираке.
6 января 2004 года 300 американских солдат — первые из нескольких тысяч, были отправлены домой через Инджирлик.
По состоянию на 2016 год, в Инджирлике базируются самолёты KC-135, обеспечивающие треть дозаправки самолётов, участвующих в налётах на Сирию и Ирак. На базе размещены также самолёты-разведчики, беспилотники, штурмовики А-10.
После окончания холодной войны американское ядерное оружие, согласно официальным заявлениям, было вывезено из Турции. Однако по оценкам зампреда комитета Госдумы РФ по обороне Андрея Красова и военного эксперта, генерал-майора Александра Костюхина, фактически американские ядерные боеприпасы, до 50 боезарядов, могут храниться на территории базы и в 2016 году.
С июля 2016 года возле объекта проходят массовые митинги турецкого населения с требованием закрыть базу.
В августе 2016 года США начали перемещать на румынскую базу Девеселу ядерное оружие с базы Инджирлик.

## Дислоцированные части
Турецкие ВВС: 10-е авиакрыло (Ana Jet Üs или AJÜ) и 2-е командование ВВС (Hava Kuvvet Komutanlığı).
Американские ВВС: 39-е авиакрыло (снабжение), персонал — около 5 тысяч.

## Упоминания в искусстве
В фильме «Совокупность лжи» на базе силами ЦРУ был инсценирован теракт.